# Adam Ellis
Adam Ellis (ur. 21 marca 1996 w Marmande) – brytyjski żużlowiec, występujący również na długim torze i na trawie.

## Życiorys
Dwukrotny srebrny medalista drużynowego Pucharu Świata (Manchester 2016, Wrocław 2023). Trzykrotny medalista młodzieżowych indywidualnych mistrzostwa Wielkiej Brytanii (srebrny – 2014, 2017; brązowy – 2016). Finalista indywidualnych mistrzostwa świata juniorów (2016 – XII miejsce). Finalista indywidualnych mistrzostw Europy juniorów (2015 – X miejsce). 
W lidze polskiej reprezentant klubów TŻ Ostrovia (2017–2018), Stal Gorzów Wlkp. (2019), RzTŻ Rzeszów (2020–2021), SK Lokomotīve Dyneburg (2022) oraz Kolejarz Opole (od 2023).
W sezonie 2024 osiągnął najwyższą średnią domową w Krajowej Lidze Żużlowej. W sezonie 2025 rywalizował w Brokstedt o awans do SEC Challenge w Stralsund, zajmując 10. lokatę nie dającą promocji. 

## Przynależność klubowa
Wielka Brytania
- Isle of Wight Islanders (2012–2013)
- Ipswich Witches (2013–2014)
- Lakeside Hammers (2014–2015)
- Birmingham Brummies (2015)
- Poole Pirates (2016)
- Eastbourne Eagles (2016)
- Swindon Robins (2017–2020)
- Lakeside Hammers (2018)
- Birmingham Brummies (2019)
- Scunthorpe Scorpions (2021)
- Sheffield Tigers (2021–)
- Birmingham Brummies (2022)

Polska
- TŻ Ostrovia (2017–2018)
- Stal Gorzów Wlkp. (2019)
- RzTŻ Rzeszów (2020–2021)
- SK Lokomotīve Dyneburg (2022)
- Kolejarz Opole (2023)
- Polonia Piła (2024)
- Start Gniezno (2025–)